# Ablennes hians
Плоска риба-голка, стрічкоподібний сарган (Ablennes hians) — єдиний відомий представник роду Ablennes, є морською рибою родини Сарганові. Плоска риба-голка є рибою, яку часто ловлять з спортивною метою за допомогою штучного освітлення але не часто їдять через її зелене м'ясо.

## Назва
Загальна назва Ablennes — раніше написана з помилкою Athlennes — означає «без слизової оболонки», від давньогрецького префікса a- і blennos («слиз»). Його специфічна назва hians є латинська, що означає «зяючий».

## Опис
Має близько 23-26 променів, що знаходиться на спинному плавці, і 24-28 — на анальному плавці. У них 86-93 хребці. На спині риба блакитна, на черевній частині біла, з темними вкрапленнями і 12-14 вертикальними смугами посередині тіла. Риба-голка має подовжене тіло, з косо-подібними грудним і анальним плавниками. У них також є темна мочка на задній частині спинних плавців.
Найдовша зареєстрована плоска риба-голка досягала 140 см. Вимірювання довжини тіла плоских голок не враховують їх хвостові плавці та голову, оскільки довгі щелепи риби часто відламуються. Найбільша зареєстрована вага плоскої голки становила 4,8 кг.

## Поширення та середовище проживання
Плоска риба-голка зустрічається по всьому світу в тропічних і помірних морях. У східній Атлантиці вони відомі від Кабо-Верде і Дакара до Мосамедеса в Анголі. У західній Атлантиці вони відомі від Чесапікської затоки на південь до Бразилії. Вони зустрічаються по всьому Індійському океану і в західній частині Тихого океану від південних островів Японії до Австралії і Тувалу.
Плоска риба-голка зазвичай живе в неритових водах океану поблизу островів, лиманів і біля прибережних річок де вони харчуються меншою рибою і іноді збираються у великі зграї.

## Розмноження
Плоска риба-голка відкладає яйця, які прикріплюються до плаваючого сміття за допомогою ниток на поверхні кожного яйця. У обох статей розвинена тільки ліва статева залоза, а у чоловіків права статева залоза іноді повністю відсутня.

## Галерея

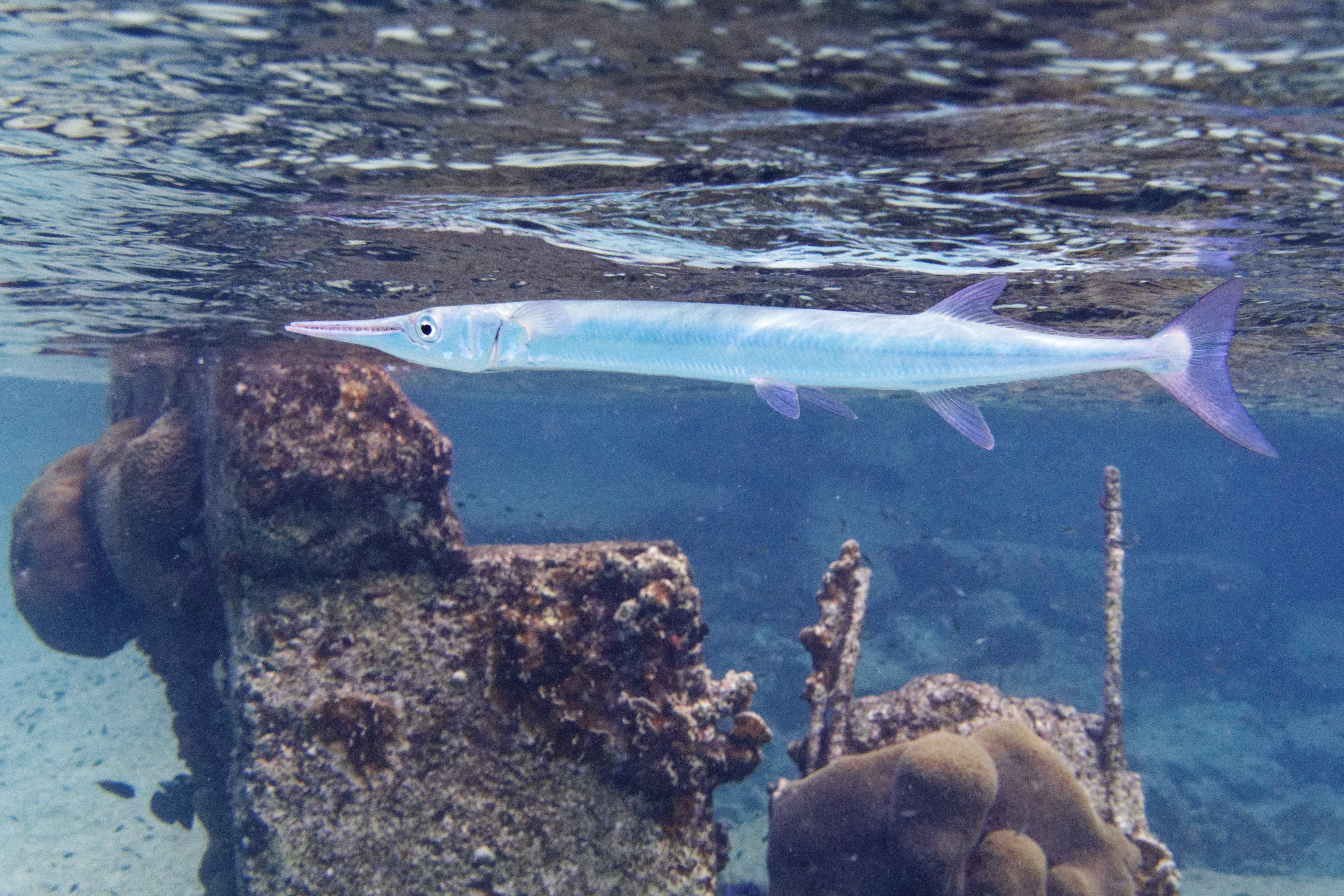
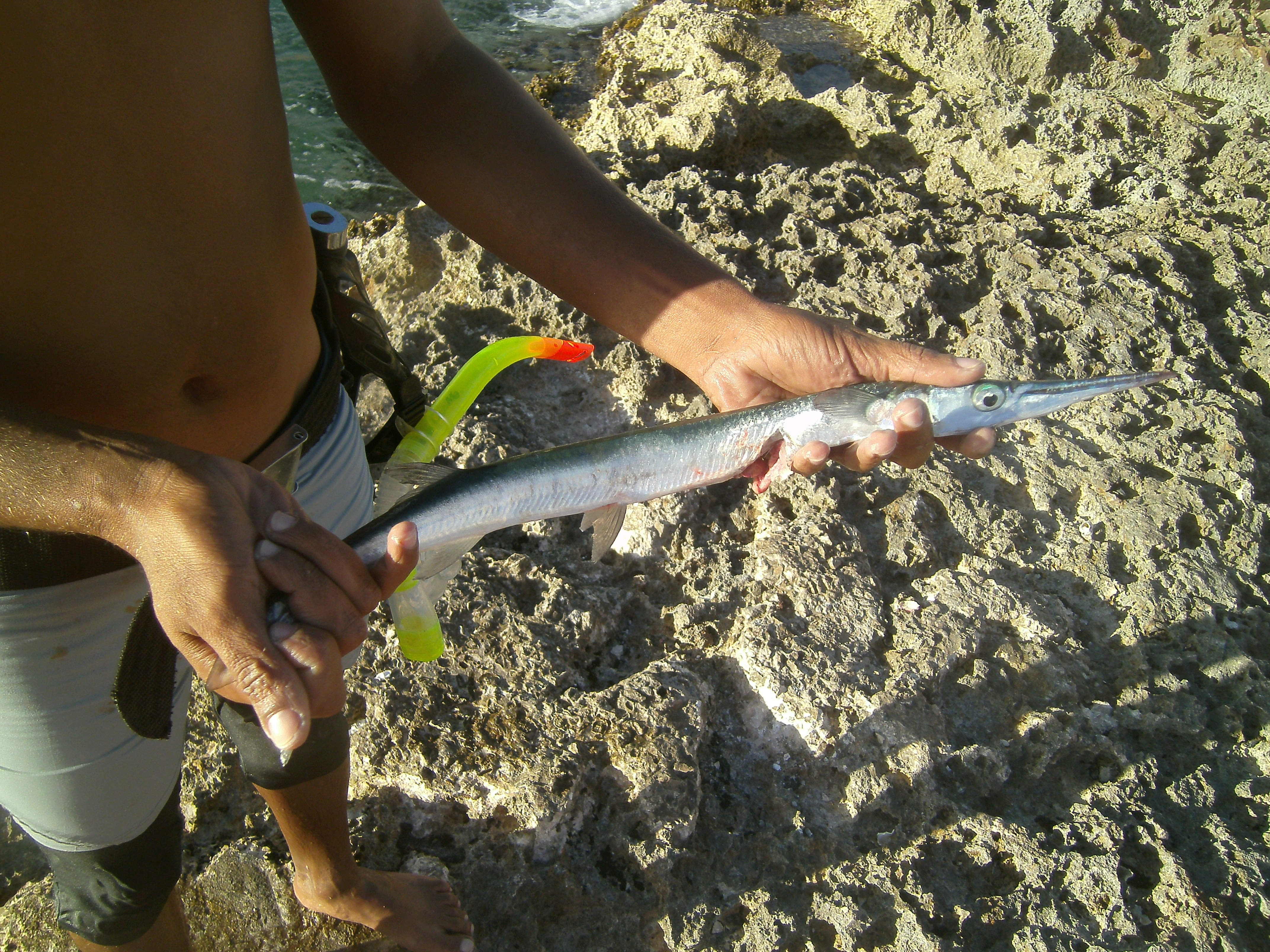